# Mojżesz Székely
Mojżesz Székely lub Székly (1553 – 17 lipca 1603) – książę Siedmiogrodu panujący w roku 1603. Był drugim z książąt unitarian na tym tronie. Syn Jana (Janosza) Székely, dawnego dowódcy, służącego pod Zygmuntem Batorym, uzyskał tron dzięki pomocy sułtana i swoich oddziałów wojskowych 8 maja 1603. Został pokonany i zabity w wojnie przeciwko Wołochom w Braszowie 17 lipca tego samego roku.
Mózes Székely był jedynym księciem pochodzącym z rodziny seklerskiej (sekler pw. Székely, góral mieszkający w Karpatach wschodnich) w Księstwie Siedmiogrodu. Jego los, osobowość i działalność w interesie utrzymania jedności narodu sprawiają, że można zaliczyć go do takich osobowości jak ostatni wolno wybrany król János II (inaczej János Zsigmond) lub późniejsi książęta: Stefan Batory, István Bocskai, Gábor Bethlen czy II Ferenc Rákóczi.
Mózes Székely urodził się w Siedmiogrodzie w miejscowości Udvarhely, w rodzinie lófőszékely (lófő oficer konny wśród seklerów). W kronikach odnotowano tylko nazwisko ojca, János Székely Literati, w skrócie János Literati, lub „János deák” (to znaczy, że był wyuczony). Kiedy urodził się Mózes Székely, Królestwo Węgier było podzielone na trzy części, środkową część była okupowana przez Turków, ze względu na politykę Habsburgów, reszta kraju była podzielona na Zachodnie Królestwo Węgier, pod patronatem Habsburgów, i na Wschodnie Królestwo Węgier. Wschodnie Królestwo Węgierskie po śmierci króla Jánosa II (1571) nazwane zostało Księstwem Siedmiogrodu (János II – pełna nazwa János Zsigmond Szapolay, ojcem jego był János I Szapolyai król Węgier, matką była Izabela Jagiellonka)
Działalność Mózesa Székelyego jest słabo zbadana z różnych powodów. Był on jedynym księciem z rodziny seklerskiej, członkiem najmniejszego tradycyjnego kościoła, kościoła unitarian, pełnił on funkcje księcia tylko przez trzy miesiące. Seklerzy jako Węgrzy – którzy mówią i mówili zawsze po węgiersku, mają litery, które odróżniają ich od Węgrów. Seklerzy zgodnie z legendami mówią, ze pochodzą od Hunów i Scytów, tak samo jak Węgrzy, tyle że przyszli do Kotliny Panońskiej wcześniej niż Węgrzy.
Armia seklerska była największą armią książąt siedmiogrodzkich. W Księstwie Siedmiogrodu panowała autonomia aż do 1877 roku. Była tam specjalna administracja seklerska, różne instytucje (inne niż na Węgrzech), miała spisane prawa i zwyczaje, które były uznane w Królestwie Węgier.
Mózes Székely w latach młodzieńczych zajmował się handlem solą, gdyż jego ojciec János Literati Székely był wśród pierwszych szambelanów soli. Kopalnia soli była własnością wspólną seklerów, ale król János II upaństwowił ją po buntach w 1562 roku. Po śmierci króla Jánosa II na księcia wybrany został katolik Stefan Batory, mimo iż większość wybierających była protestantami.
W Siedmiogrodzie już w roku 1568 była wolność religijna i po raz pierwszy w Europie kościoły katolicki, luterański, kalwinistyczny i unijny były równe w prawie. Pod koniec XVI wieku Księstwo Siedmiogrodu zaliczało się do najlepiej prosperujących krajów Europy, a większość jego mieszkańców była Węgrami i Seklerami. Żyli tam także Sasi i Rumuni. Dane te pochodzą z pisma Pierre'a Lescalopiera, posła króla francuskiego Karola IX.
Po wyborze Stefana Batorego wybuchły rozruchy, gdyż Habsburgowie widzieli na pozycji Batorego własnego kandydata Gáspára Bekesa, który był lojalny Habsburgom. W tych walkach pozytywnie pokazał się Mózes Székely jako gwardzista Stefana Batorego. Latem 1575 roku, z szablą w ustach przepłynął rzekę Maros przy Radnót i poprowadził udany atak przeciw nieprzyjacielowi. Po tym wydarzeniu został kierownikiem gwardii Batorego.
Sejm Polski wybrał Batorego na króla w dniu 14 grudnia roku 1575. Stefan Batory poprosił wielu żołnierzy seklerskich, żeby pojechali z nim do Polski i tam wspierali go w jego planach. Pośród tych żołnierzy seklerskich był Mózes Székely. Uczestniczył on w walkach pod Gdańskiem i w wojnie polsko-rosyjskiej, gdy Iwan Groźny zajął cześć Litwy i Łotwę. W czasie pobytu w Polsce zaprzyjaźnił się z Janem Zamoyskim.
Mózes Székely służył w Polsce przez wiele lat razem z tysiącami Węgrów. W roku 1583 wrócił do domu i został żupnikiem kopalni soli w Sófalva.
W tych latach ożenił się. Nazwiska pierwszej żony nie znamy, gdyż bardzo szybko zmarła. Później ożenił się z Anną Kornis, z którą miał dwóch synów: Istvána Székelyego i Mózesa Székelyego juniora. Po raz ostatni dokumenty kopalni soli z Sófalva wspominają o nim w 1591 roku.
Mózes Székely po powrocie służył pod księciem Zsigmondem Báthorym i kilka razy pełnił funkcje głównego dowódcy armii.
Mózes Székely w roku 1602 pod miejscowością Tövis przegrał z generałem Giorgio Basta, który służył Habsburgom. Po bitwie wielu ludzi schroniło się w Temesvárze, który pozostawał pod okupacją turecką i książę Zsigmond Báthory zrezygnował z tronu. Mózes Székely z Gaborem Bethlenem i innymi patriotami w latach 1602-1603 zorganizowali wyzwolenie Siedmiogrodu. Uzyskał zgodę sułtana tureckiego Mohameda III. Mózes Székely w marcu 1603 roku wymaszerował do Siedmiogrodu i 15 kwietnia Sejm wybrał go na księcia, a 9 maja po zdobyciu Kolozsváru zajął tron.
Mózes Székely w maju i czerwcu 1603 roku wyzwolił większość Siedmiogrodu – wyjątkiem było kilka miast pod panowaniem saskim, wygonił też Baste. Habsburgowie wysłali Radu Serbana, wojewodę z Oltenii, który miał pokonać Mózesa Székelya. Serban z pomocą seklerów z Csik i Háromszék (którzy bardzo nie lubili rodziny Báthory) 17 lipca sprowokował bitwę pod Braszowem, którą Mózes Székely przegrał. W bitwie zginęło 4000 Węgrów i Seklerow i nastąpiła zmiana etniczna.
Walka prowadzona przez Mózesa Székelya na krótki czas wyzwoliła Siedmiogród, ale rok później pod dowództwem Istváná Bocskaigo walka wyzwoleńcza była już udana.